# Leptophion longicornis
Leptophion longicornis là một loài tò vò trong họ Ichneumonidae.